# Чишма (Нефтекамський міський округ)
Чишма́ (рос. Чишма, башк. Шишмә) — присілок у складі Башкортостану, Росія. Входить до складу Нефтекамського міського округу.
Населення — 102 особи (2010, 70 у 2002).
Національний склад:
- башкири — 87 %